# Södra arméfördelningen
Södra arméfördelningen (13. förd) även känd som Pansarfördelningen, var en arméfördelning inom svenska armén som verkade i olika former åren 1941–2000. Förbandsledningen var förlagd i Kristianstads garnison i Kristianstad.

## Historik
Södra arméfördelningen bildades den 1 augusti 1941 som XIII. fördelningen, en fördubblingsfördelning till III. fördelningen. Arméfördelningen var direkt underställd militärbefälhavaren för III. militärområdet, medan Skaraborgs regemente ansvarade för uppsättandet och mobilisering av arméfördelningsstaben. Den 1 oktober 1966 kom beteckningen att ändrades från att anges i romerska siffror till arabiska siffror, det vill säga fördelningen kom att benämnas som 13. arméfördelningen.
Den 1 juli 1984 överfördes mobiliseringsansvaret över arméfördelningen till Norra skånska regementet inom Södra militärområdet (Milo S), i det avseende att leda en kraftsamlad insats av pansarbrigaderna i Skåne. Fördelningen kom genom det att få smeknamnet "Pansarfördelningen". Det på grund av att den då (beroende på krigsfall) kunde samla tre pansarbrigader, Södra skånska brigaden (PB 7), Skånska dragonbrigaden (PB 8) och Kristianstadsbrigaden (PB 26).
Genom försvarsbeslutet 1992 beslutade riksdagen att försvarets krigsorganisationen skulle spegla fredsorganisationen. Därmed kom arméfördelningsstaben från den 1 juli 1994 tillsammans med Västra arméfördelningen att organiseras som kaderorganiserade krigsförband inom Södra militärområdet. I samband med denna organisationsförändring ändrades namnet till Södra arméfördelningen (13. förd).
Inför försvarsbeslutet 1996 föreslog regeringen för riksdagen att krigsorganisationen skulle reduceras. Där bland annat de tre militärområdena skulle omfattas av varsin fördelningsstab. Av de sex fördelningsstaberna skulle tre fördelningsstaber med fördelningsförband samt 13 armébrigader bibehållas. Inom Södra militärområdet föreslog regeringen att Västra arméfördelningen skulle upplösas och avvecklas. Den 13 december 1996 antog riksdagen regeringens proposition, vilket medförde att Västra arméfördelningen upplöstes och avvecklades den 31 december 1997. Genom att Västra arméfördelningen upplöstes och avvecklades, blev Södra arméfördelningen den enda kvarstående arméfördelningen i Götaland.
Inför försvarsbeslutet 2000 föreslog regeringen i sin propositionen för riksdagen, att den taktiska nivån skulle reduceras genom att fördelnings- och försvarsområdesstaber samt marinkommandon och flygkommandon skulle avvecklas. Detta för att utforma ett armétaktiskt, marintaktiskt respektive flygtaktiskt kommando vilka skulle samlokaliseras med operationsledningen. Förslaget innebar att samtliga territoriella staber skulle avvecklades, vilket bland annat innebar att de tre arméfördelningsstaberna upplöstes den 30 juni 2000. I dess ställe bildades den 1 juli 2000 1. mekaniserade divisionen, vilka samlade samtliga fältförband inom armén.

## Verksamhet
När arméfördelningen bildades kom den utgöra en strategisk reserv i olika krigsfall. Från 1984 var Södra arméfördelningens främsta uppgift att utveckla, leda och samordna markstridskrafter för försvar av i södra Sverige. Arméfördelningschefen ledde den taktiska verksamheten, och var direkt underställd militärbefälhavaren för Södra militärområdet. Efter att Västra arméfördelning upplöstes och utgick ur krigsorganisationen, övertogs dess uppgifter den 1 januari 1998 av Södra arméfördelningen, och hade fram till avvecklingen ansvar för försvar av hela Götaland.

### 1998–2000
Åren 1998–2000 bestod fördelningen av nedan brigader.

- IB 12 – Smålandsbrigaden, Eksjö.
- IB 16 – Hallandsbrigaden, Halmstad.
- MekB 7 – Södra skånska brigaden, Revingehed
- MekB 8 – Skånska dragonbrigaden, Hässleholm.
- MekB 9 – Skaraborgsbrigaden, Skövde.

## Förläggningar och övningsplatser
När arméfördelningsstaben bildades 1941 samlokaliserades den med III. militärbefälsstaben på Skolgatan 10, och från 1966 även på Drottninggatan 7-9 i Skövde. När fördelningsstaben blev ett kaderorganiserat krigsförband samlokaliserades staben med Södra militärområdesstaben på Kockumsgatan 6 i Kristianstad.

## Heraldik och traditioner
Södra arméfördelningen sattes upp den 1 april 1941 som X. arméfördelningen, men kom att omnumreras den 1 augusti samma år till XIII. arméfördelningen, ett nummer som ärvdes från XIII. reservarméfördelningen, som III. arméfördelningen satte upp 1914, men utgick den 31 december 1927 som ett resultat av försvarsbeslutet 1925. I samband med att arméfördelningen den 1 juli 1994 blev ett självständigt förband, antogs namnet Södra arméfördelningen. Fram till 30 juni 1994 hade fördelningen endast benämnts som 13. arméfördelningen. Genom försvarsbeslutet 1996 kom Västra arméfördelningen att avvecklas den 31 december 1997. I samband med det tillfördes Södra arméfördelningen traditionsansvaret över Västra arméfördelningen. Från den 1 juli 2000 övertog 1. mekaniserade divisionen traditionsansvaret för samtliga arméfördelningar. När sedan Södra arméfördelningen skulle upplösas och avvecklas, instiftades Södra arméfördelningens minnesmedalj i silver (SFördMSM).

## Förbandschefer
- 1994–1995: Överste 1. Håkan Waernulf
- 1995–1998: Överste 1. Björn Hedskog
- 1998–2000: Överste 1. Mats Welff

## Namn, beteckning och förläggningsort
| XIII. arméfördelningen | 1941-08-01 | – | 1966-09-30 |
| 13. arméfördelningen   | 1966-10-01 | – | 1994-06-30 |
| Södra arméfördelningen | 1994-07-01 | – | 1997-12-31 |

| XIII. förd | 1941-08-01 | – | 1966-09-30 |
| 13. förd   | 1966-10-01 | – | 1997-12-31 |

| Skövde garnison (F)        | 1941-08-01 | – | 1984-06-30 |
| Kristianstads garnison (F) | 1984-07-01 | – | 2000-06-30 |

## Galleri

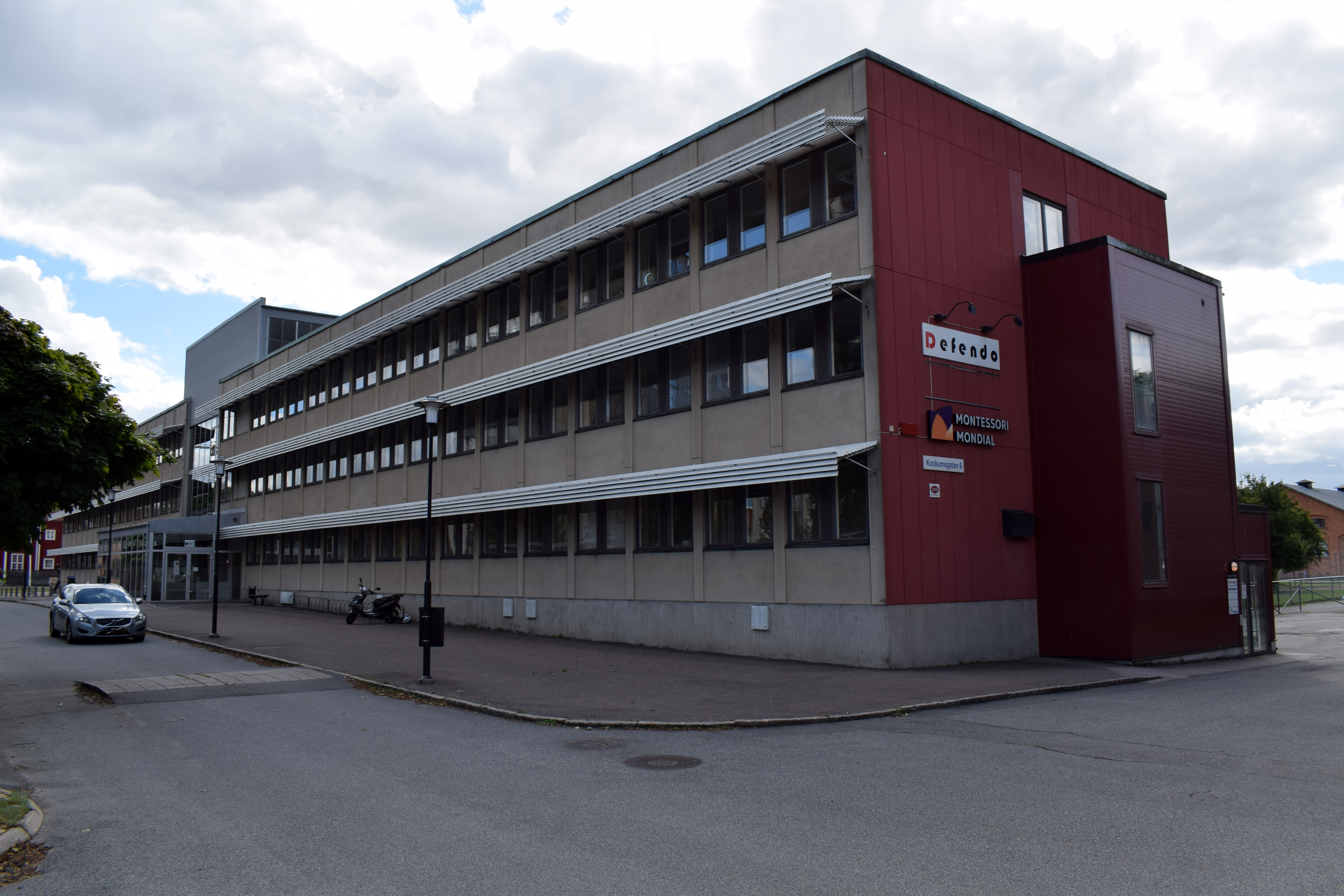
Södra militärområdesstaben och Södra arméfördelningsstabens stabsbyggnad
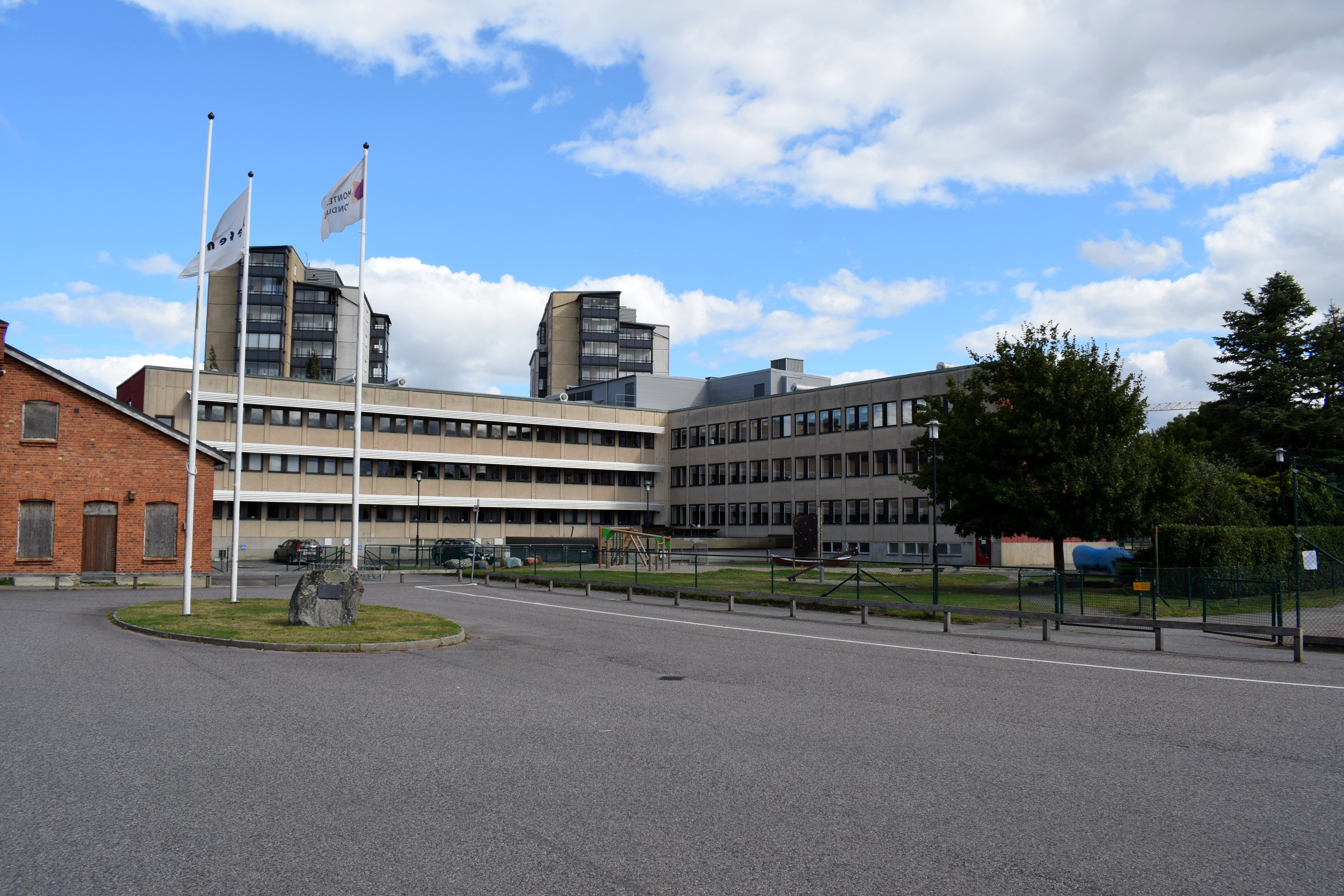
Södra militärområdesstaben och Södra arméfördelningsstabens stabsbyggnad
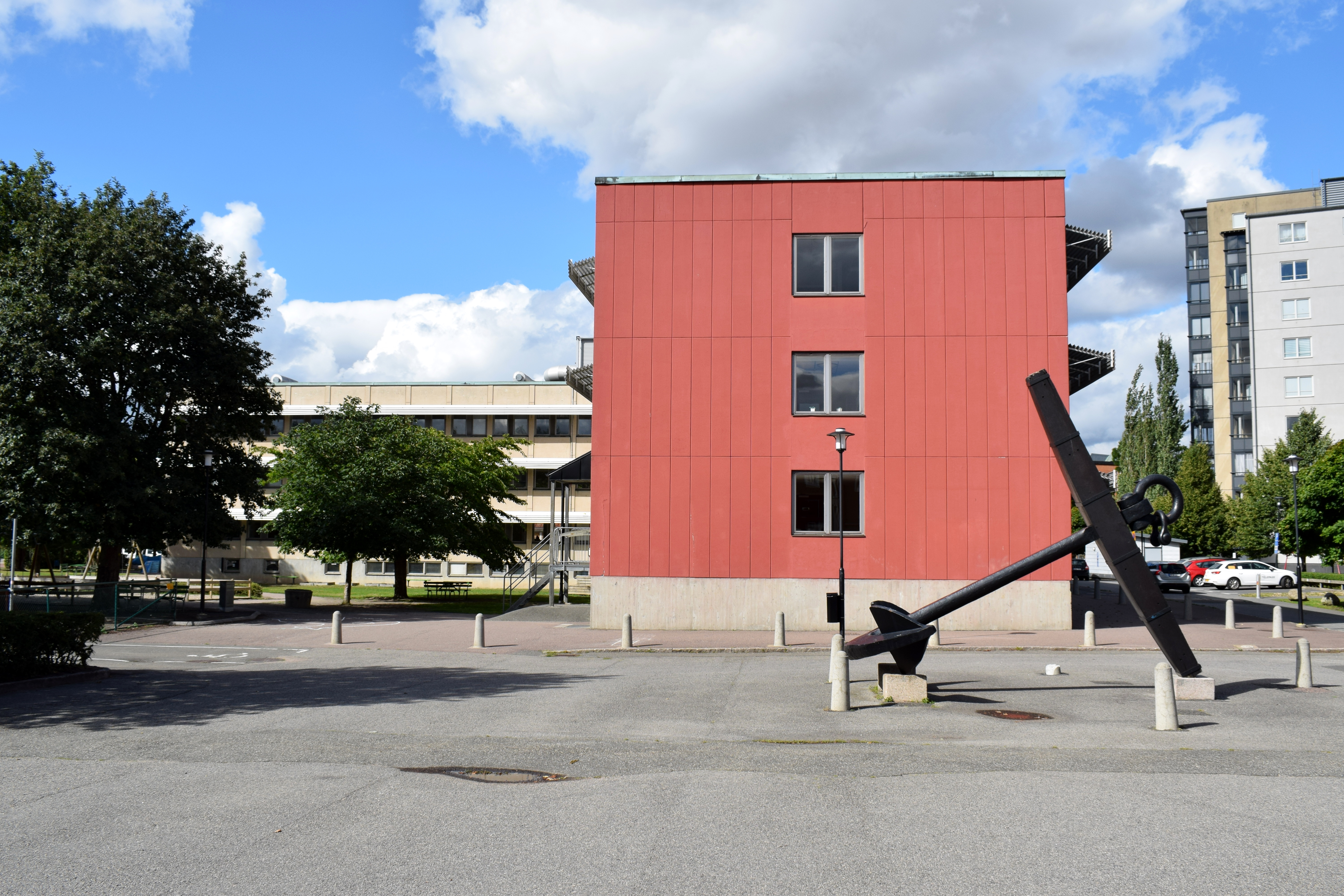
Södra militärområdesstaben och Södra arméfördelningsstabens stabsbyggnad
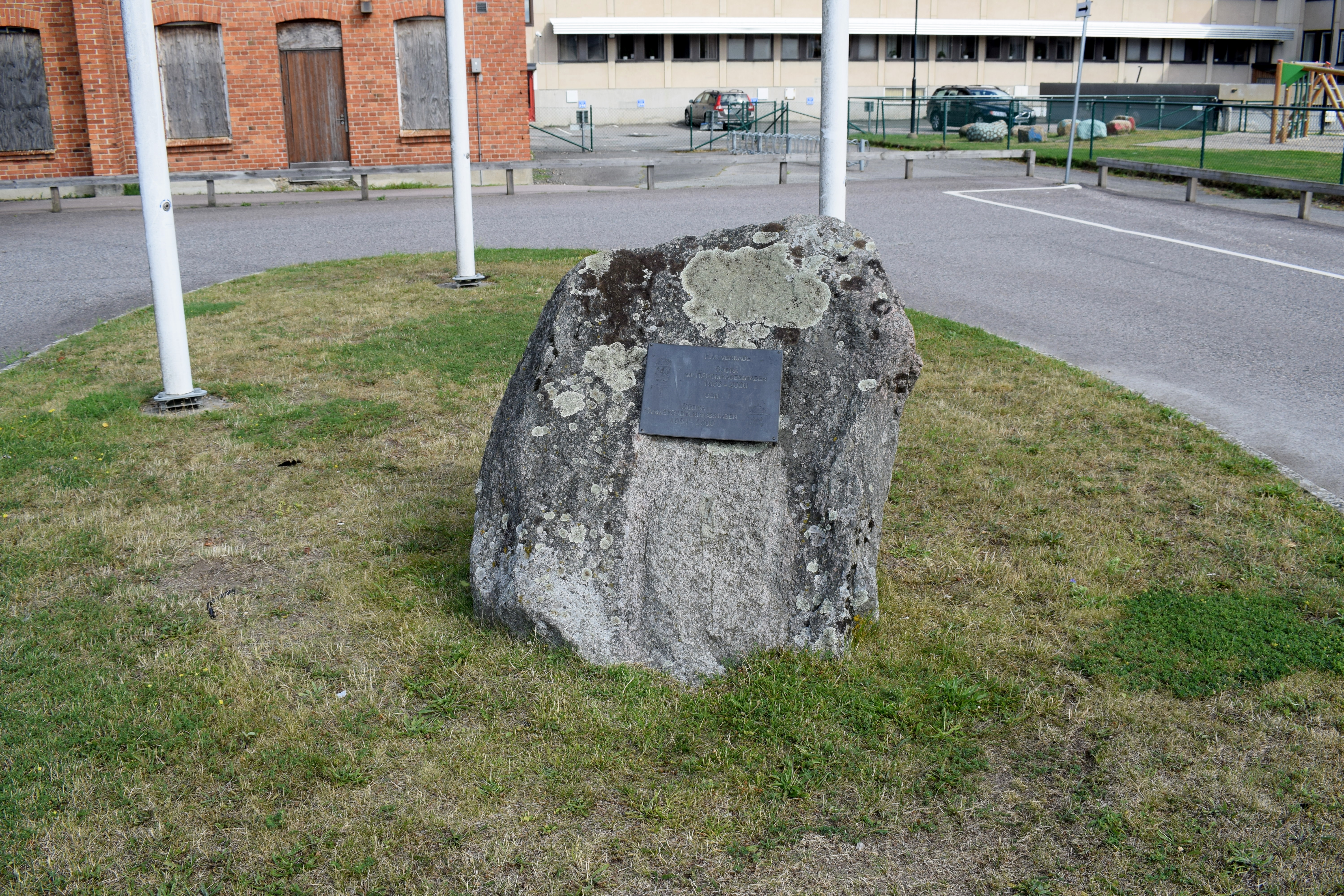
Minnessten, av grå granit rest år 2000, över Södra militärområdesstaben och Södra arméfördelningsstaben.